# Vièla de Loron
Vièla de Loron (en francès Vielle-Louron) és un municipi francès situat al departament dels Alts Pirineus i a la regió d'Occitània. Limita al nord amb Avanha, a l'est amb Cadau, Hereishet, Anèra e Camors, al sud amb Adervièla e Pocieures, a l'oest amb Gralhen i al nord-oest amb Guaus.

## Demografia
| 1962                                       | 1968 | 1975 | 1982 | 1990 | 1999 | 2007 |
| ------------------------------------------ | ---- | ---- | ---- | ---- | ---- | ---- |
| 61                                         | 55   | 47   | 47   | 40   | 51   | 72   |
| Des de 1962: població sense dobles comptes |      |      |      |      |      |      |

## Administració
| Període | Identitat       | Partit |
| ------- | --------------- | ------ |
| 2001-   | Victor Cascarre |        |